# الكانتود
بلدية الكانتود (بالإسبانية: Alcantud)‏، هي إحدى بلديات مقاطعة قونكة إحدى مقاطعات إسبانيا، والتي تقع في منطقة قشتالة لا منتشا وسط البلاد، والمائلة لجهة الشرق من إسبانيا.
يبلغ عدد سكانها 105 نسمة وفقاً لإحصائية سنة (2007).